# لاري تومبسون
لاري تومبسون (بالإنجليزية: Larry Thompson) (و. 1945 – م) هو محام من الولايات المتحدة الأمريكية ولد في هانيبال، ميزوري.

## التعليم
تعلم في جامعة ولاية ميشيغان، وجامعة ميشيغان.